# اتحادیه فوتبال آمریکای شمالی
اتحادیه فوتبال آمریکای شمالی یا نافو (به انگلیسی: North American Football Union) یک گروه منطقه‌ای زیر نظر کونکاکاف است که سازمان‌های ملی فوتبال در منطقه آمریکای شمالی را در بر می‌گیرد اما هم‌اکنون خود این اتحادیه هیچ ساختار سازمانی ندارد.